# Proleuroceroides pyrillae
Proleuroceroides pyrillae är en stekelart som först beskrevs av Crawford 1916.  Proleuroceroides pyrillae ingår i släktet Proleuroceroides och familjen sköldlussteklar. Inga underarter finns listade i Catalogue of Life.